# Parys (Zuid-Afrika)
Parys is een plaats in de Zuid-Afrikaanse provincie Vrijstaat.
Parys telt ongeveer 8.000 inwoners en is vernoemd naar de Franse hoofdstad, Parijs.

## Subplaatsen
Het nationaal instituut voor de statistiek, Stats SA, deelt sinds de census 2011 deze hoofdplaats in in 3 zogenaamde subplaatsen (sub place):
Parys Golf & Country Estate • Parys SP • Vaal de Grace Golf Estate.

## Geboren
- Tokelo Rantie (8 september 1990), voetballer